# 로이스 D. 애플게이트
로이스 D. 애플게이트(Royce D. Applegate, 1939년 12월 25일 ~ 2003년 1월 1일)는 미국의 각본가, 텔레비전 배우, 영화배우이다.
할리우드 힐스에서 사망하였다.

## 출연 작품
- 신의 영웅들 (2003년)
- 씨비스킷 (2003년)
- 참을 수 없는 사랑 (2003년)
- 루키 (2002년) - 헨리 역
- 그 남자에겐 뭔가 특별한 향기가 있다 (2000년)
- 오 형제여 어디 있는가 (2000년)
- 명탐정 말로위 (1998년)
- 피닉스 (1998년)
- 닥터 두리틀 (1998년)
- 언더 씨즈 2 (1995년)
- 겟어웨이 - 끝없는도주 (1994년)
- 게티스버그 (1993년)
- 와일드 카드 (1992년)
- 화이트 샌드 (1992년)
- 백마 타고 휘파람 불고 (1991년)
- 사선을 넘어 - TV 시리즈 (1989년)
- 더 타운 불리 (1988년)
- 램페이지 (1987년)
- 백만달러 대소동 (1987년)
- 무장과 위험 (1986년)
- 스플래쉬 (1984년)
- 남북전쟁 (1982년)
- 블랙 로드 (1981년)
- 세계사 (1981년)
- 엘리게이터 (1980년)
- 해저드 마을의 듀크 가족 (1979년)
- 신나는 개구쟁이 (1978년)
- 기동순찰대 (1977년)
- 퍼즈 (1972년)
- 샌프란시스코 수사반 (1972년)

### 텔레비전
- 시퀘스트 DSV (1993-94)